# Sveti Đurđ
Sveti Đurđ es un municipio de Croacia en el condado de Varaždin.

## Geografía
Se encuentra a una altitud de 148 m s. n. m. a 97,3 km de la capital nacional, Zagreb.

## Demografía
En el censo 2011, el total de población del municipio fue de 3804 habitantes, distribuidos en las siguientes localidades:
- Hrženica - 830
- Karlovec Ludbreški - 591
- Komarnica Ludbreška - 180
- Luka Ludbreška - 255
- Obrankovec - 113
- Priles - 230
- Sesvete Ludbreške - 492
- Struga - 461
- Sveti Đurđ - 652

| Gráfica de población de Sveti Đurđ 1857-2011                        |
|                                                                     |
| Según los censos de población de la oficina estadística de Croacia. |